# Linda Aranaydo
La Dra. Linda Susan Aranaydo (Muscogee Creek, Bear Clan, 1948) es una médica, educadora y activista nativa americana. Aranaya reconoció el impacto que la inaccesibilidad a la atención médica tuvo en su comunidad y decidió encaminar su carrera hacia la salud pública y la medicina familiar. Entre otros honores, Aranaydo recibió el Premio David Vanderryn de 1995 por Servicio Comunitario Sobresaliente como Médico de Familia.

## Educación
Linda Aranaydo se licenció en ciencias sociales en la Universidad de California, Berkeley. A la edad de 37 años, Aranaydo comenzó medicina y se doctoró en medicina en la Universidad de California, San Francisco en 1992.

## Carrera profesional
La Dra. Linda Aranaydo comenzó su carrera como maestra de preescolar en Hintil Native American Children's Center en Oakland, California. Continuó enseñando durante 11 años antes de decidirse a estudiar medicina. Después de asistir a la universidad de medicina y obtener su título de posgrado en medicina, comenzó su nueva carrera en el campo de la medicina. Después de obtener su doctorado, trabajó en una variedad de lugares, desde ser proveedora médica hasta brindar asistencia técnica y servicios de enseñanza individual a clínicas indias. La Dra. Aranaydo fue médica de familia en norte de California durante cinco años.

La Dra. Aranaydo también ha servido en varios consejos y juntas. En 1977, estuvo en el Grupo de Trabajo del Gobernador sobre Educación de la Primera Infancia. De 1978 a 1980 formó parte del Consejo de Educación Indígena Estadounidense del Estado de California. Actualmente, la Dra. Aranaydo es directora de servicios médicos de la Junta de Salud Indígena Rural de California. Aranaydo describió cómo sus objetivos profesionales se relacionaban con su experiencia vital en una entrevista para Changing the Face of Medicine:
"Desde una edad temprana había visto los trágicos efectos de las enfermedades crónicas no tratadas en familiares, amigos y ancianos que se mostraban reacios a buscar o no podían obtener atención médica. He perdido miembros queridos de mi familia en California y Oklahoma debido a las complicaciones de la diabetes. Mi objetivo era convertirme en médica de atención primaria y ayudar a brindar atención médica de calidad, culturalmente apropiada y de fácil acceso para los indios americanos y otras personas desatendidas".

## Activismo
Aranaydo fue una de las 14 personas que trató de ocupar la isla de Alcatraz el 9 de noviembre de 1969.  El 20 de noviembre, el grupo volvió a la isla y dio inicio a la protesta de la Ocupación de Alcatraz. Durante la ocupación, Aranaydo dio clases en la escuela y trabajó con Luwana Quitiquit (Pomo) en la gestión de la cocina para los ocupantes. Participó en la protesta mientras seguía estudiando en la UC Berkeley. La protesta tuvo un gran impacto sobre la política federal relativa a los indios.

## Premios y reconocimientos
La Dra. Aranaydo obtuvo varios premios y distinciones a lo largo de su carrera académica y profesional. En 1970, mientras cursaba su licenciatura en la Universidad de California, Berkley, ganó un premio por sus logros académicos. Mientras estudiaba en la Universidad de California, San Francisco, recibió el Premio Robert Crede a la Excelencia en Medicina de Atención Primaria por su destacada labor académica. El trabajo de la Dra. Aranaydo para ayudar a su comunidad nativa americana a evitar enfermedades prevenibles le valió el Premio David Vanderryn por Servicio Comunitario Destacado como Médico de Familia en 1995.

## Trabajos seleccionados
- Mankiller, Wilma (2011). Every Day Is a Good Day: Reflections by Contemporary Indigenous Women. Contribution by Linda Aranaydo. Fulcrum Publishing. ISBN 9781555916916.